# Mycetophila unicornuta
Mycetophila unicornuta är en tvåvingeart som beskrevs av Freeman 1951. Mycetophila unicornuta ingår i släktet Mycetophila och familjen svampmyggor. Inga underarter finns listade i Catalogue of Life.